# Фавилли, Андреа (скульптор)
Андре́а Фави́лли (англ. Andrea Favilli, 8 марта 1963 года, Рим, Италия) — итальянский скульптор, дизайнер и соучредитель студии «Favilli» — многопрофильной дизайнерской фирмы, базирующейся в Южной Пасадене, штат Калифорния.

## Биография
Андреа Фавилли родился 8 марта 1963 года в Риме, Италия. Его художественное образование находилось под опекой отца, Риккардо Альдо Фавилли, который работал художественным руководителем в знаменитой студии «Cinecittà». Когда Андреа было 7 лет, его семья переехала из Италии в Редондо-Бич, штат Калифорния. В 1981 году он окончил среднюю школу Бишопа Монтгомери, а в 1986 году — колледж дизайна «Art Center».
Список его творений включает такие работы, как премия Легенды Диснея, премия The American Teacher, премия Frank G. Wells, скульптура кинооператора перед студией Уорнер Бразерс в городе Бербанк, штат Калифорния, скульптура «Дерево Жизни» в Бербанке, Калифорния, монументальные скульптуры в Парижском Диснейленде и Walt Disney Animation Studios, Бербанк, Калифорния, памятник Роя и Эдны Дисней в больнице Святого Джозефа в городе Бербанк, штат Калифорния и др.

## Работы
- Памятник Роя и Эдны Дисней.
- Награда Фрэнка Уэллса.
- Трофей «The Transpac Honolulu Race Elapsed Time»
- Скульптура кинооператора.